# Claraeola yingka
Claraeola yingka är en tvåvingeart som beskrevs av Skevington 2002. Claraeola yingka ingår i släktet Claraeola och familjen ögonflugor.
Artens utbredningsområde är New South Wales. Inga underarter finns listade i Catalogue of Life.